# Brian Tee
Jaebeom Takata (Japonês: 高田 ゼボム, Takata Zebomu) (Okinawa, Japão, 15 de março de 1977), mais conhecido pelo seu nome artístico Brian Tee, é um ator japonês naturalizado norte-americano. Ficou conhecido pelo seu papel como Dr. Ethan Choi na série de drama médico da NBC Chicago Med e seus derivados, e apareceu em vários filmes e séries de televisão, incluindo The Fast and the Furious: Tokyo Drift (2006), Mortal Kombat: Legacy (2011), The Wolverine (2013), Jurassic World (2015) e Teenage Mutant Ninja Turtles: Out of the Shadows (2016).

## Biografia
Nasceu em Okinawa, Japão, de ascendência meio japonesa e meio coreana. Aos dois anos, mudou-se com sua família para Hacienda Heights, na Califórnia, onde foi criado e vive desde então.

## Carreira
Interpretou Takashi (D.K), no filme Velozes e Furiosos: Desafio em Tóquio.
Também interpretou o personagem "Destruidor" em Teenage Mutant Ninja Turtles: Out of the Shadows.
Trabalhou no seriado Crash - Destinos Cruzados. Também interpretou "Liu Kang" na segunda temporada da websérie Mortal Kombat: Legacy.
Brian Tee participa do seriado de televisão Chicago Med como o Dr. Ethan Choi da Reserva da Marinha dos Estados Unidos, um chefe da sala de emergência com experiência em doenças infecciosas, que acabou de retornar aos Estados Unidos.

## Vida pessoal
Além do inglês, Tee fala japonês e coreano fluentemente. Ele é casado com a atriz Mirelly Taylor e tem uma filha chamada Madelyn Skyler Tee, nascida em 2015.

## Filmografia

### Cinema
| Ano  | Título                                           | Personagem                  | Notas |
| ---- | ------------------------------------------------ | --------------------------- | ----- |
| 2002 | We Were Soldiers                                 | Pfc. Jimmy Nakayama         |       |
| 2002 | Austin Powers in Goldmember                      | Pedestre japonês            |       |
| 2004 | Starship Troopers 2: Hero of the Federation      | Cpl. Thom Kobe              |       |
| 2005 | Fun with Dick and Jane                           | Sushi Chef                  |       |
| 2006 | All In                                           | Jogador Rosenbloom 2        |       |
| 2006 | The Fast and the Furious: Tokyo Drift            | "D.K." Takashi "Drift King" |       |
| 2007 | Finishing the Game                               | Mac Chang                   |       |
| 2008 | The Trade                                        | Sr. Cho                     |       |
| 2009 | Deadland                                         | Jax                         |       |
| 2009 | Chain Letter                                     | Brian Yee                   |       |
| 2009 | Wedding Palace                                   | Jason                       |       |
| 2013 | The Wolverine                                    | Noburo Mori                 |       |
| 2014 | The Gabby Douglas Story                          | Liang Chow                  |       |
| 2014 | No Tears for the Dead                            | Chaoz                       |       |
| 2015 | Jurassic World                                   | Hamada                      |       |
| 2016 | Teenage Mutant Ninja Turtles: Out of the Shadows | Oroku Saki / Destruidor     |       |

### Televisão
| Ano          | Título                   | Personagem                   | Notas                                    |
| ------------ | ------------------------ | ---------------------------- | ---------------------------------------- |
| 2000         | The Pretender            | Agente                       | Episódio: "The Agent of Year Zero"       |
| 2000         | The Invisible Man        | Mallon                       | Episódio: "The Value of Secrets"         |
| 2000         | Buffy the Vampire Slayer | Estagiário                   | Episódio: "Family"                       |
| 2001         | Family Law               | Agente do DEA                | Episódio: "Liar's Club: Part 1"          |
| 2001         | 18 Wheels of Justice     | Apresentador                 | Episódio: "The Game"                     |
| 2001         | The Chronicle            | Neo                          | Episódio: "Here There Be Dragons"        |
| 2002         | Flipside                 | Lance                        | Episódio: "Piloto"                       |
| 2003         | JAG                      | Soldado Norte-coreano        | Episódio: "Close Quarters"               |
| 2004         | Passions                 | Jovem asiático               | Telenovela; 1 episódio                   |
| 2004         | Cracking Up              | Cara da fraternidade #1      | Episódio: "Daddy's Home"                 |
| 2004         | Monk                     | James Lu                     | Episódio: "Mr. Monk Meets the Godfather" |
| 2004         | Tiger Cruise             | MA2 Chan                     | Telefilme                                |
| 2005–06      | Zoey 101                 | Kazu                         | 3 episódios                              |
| 2005         | Without a Trace          | Kirk                         | Episódio: "Transitions"                  |
| 2005         | Wanted                   | Jin-Lee Park                 | Episódio: "Rubbing One Out"              |
| 2006         | The Unit                 | Líder rebelde                | Episódio: "200th Hour"                   |
| 2006         | Entourage                | Guarda costas de Fukijama    | Episódio: "What About Bob?"              |
| 2007         | Grey's Anatomy           | Andy Meltzer                 | 2 episódios                              |
| 2007         | Pandemic                 | Danny                        | Minissérie                               |
| 2008         | Jericho                  | Cheung                       | Episódio: "Patriots and Tyrants"         |
| 2008–09      | Crash                    | Eddie Choi                   | 13 episódios                             |
| 2009         | Lie to Me                | Han Yong-Dae                 | Episódio: "Love Always"                  |
| 2009         | Bones                    | Ken Nakamura                 | Episódio: "The Girl in the Mask"         |
| 2009         | Dark Blue                | Kang                         | Episódio: "K-Town"                       |
| 2010         | Sym-Bionic Titan         | Mike Chan (voz)              | Episódio: "Roar of the White Dragon"     |
| 2011         | Burn Notice              | Takeda                       | Episódio: "Bloodlines"                   |
| 2012–13      | Grimm                    | Akira Kimura                 | 3 episódios                              |
| 2012         | Shake It Up              | Porteiro                     | Episódio: "Made in Japan"                |
| 2013         | Hawaii Five-0            | Ryu Nabushi / Hideaki Kuroda | Episódio: "Kupouli 'la"                  |
| 2014         | Agents of S.H.I.E.L.D.   | Toshiro Mori                 | Episódio: "A Fractured House"            |
| 2015         | Chicago P.D.             | Jesse Kong                   | Episódio: "The Three Gs"                 |
| 2015         | Baby Daddy               | Tommy Kwan                   | Episódio: "It Takes a Village Idiot"     |
| 2015–present | Chicago Med              | Dr. Ethan Choi               | Papel Regular                            |
| 2016–present | Chicago Fire             | Dr. Ethan Choi               | Papel Recorrente                         |
| 2016–present | Chicago P.D.             | Dr. Ethan Choi               | Papel Recorrente                         |
| 2018         | Lucifer                  | Ben Rogers                   | Episódio: "Once Upon a Time"             |

### Websérie
| Ano  | Título                | Personagem | Notas       |
| ---- | --------------------- | ---------- | ----------- |
| 2013 | Mortal Kombat: Legacy | Liu Kang   | 4 episódios |

### Vídeo games
| Ano  | Título       | Personagem | Notas |
| ---- | ------------ | ---------- | ----- |
| 2008 | Saints Row 2 | Jyunichi   | Voz   |

### Vídeo clipes
| Ano  | Título                       | Artista           | Notas |
| ---- | ---------------------------- | ----------------- | ----- |
| 2006 | "Conteo"                     | Don Omar          |       |
| 2008 | "Dance Like Michael Jackson" | Far East Movement |       |